# Christian Ludvig Nicolai Mynster
Christian Ludvig Nicolai Mynster, född den 19 mars 1820 i Köpenhamn, död där den 16 december 1883, var en dansk litteratör, son till Jacob Peter Mynster.
Mynsters uppväxt präglade honom starkt och hans litterära produktion visar på hans vilja att framhäva det intellektuella livet och dess bärare i Danmark under 1800-talets första årtionden. Endast 16 år gammal dimitterades Mynster som student från Metropolitanskolen. Sex år senare blev han teologisk kandidat och blev efter en utlandsresa lärare, först i provinserna, senare i Köpenhamn. Med anledning av hundraårsfesten för Oehlenschläger fick Mynster professors namn.